# Pagiopalus nigriventris
Pagiopalus nigriventris là một loài nhện trong họ Philodromidae.
Loài này thuộc chi Pagiopalus. Pagiopalus nigriventris được Eugène Simon miêu tả năm 1900.